# 阿拉澤伊高原
阿拉澤伊高原是俄羅斯的山脈，位於薩哈共和國，全長約300公里，平均海拔高度200至400米，最高點海拔高度954米，是阿拉澤亞河和謝傑傑馬河的發源地。